# Podredumbre mental

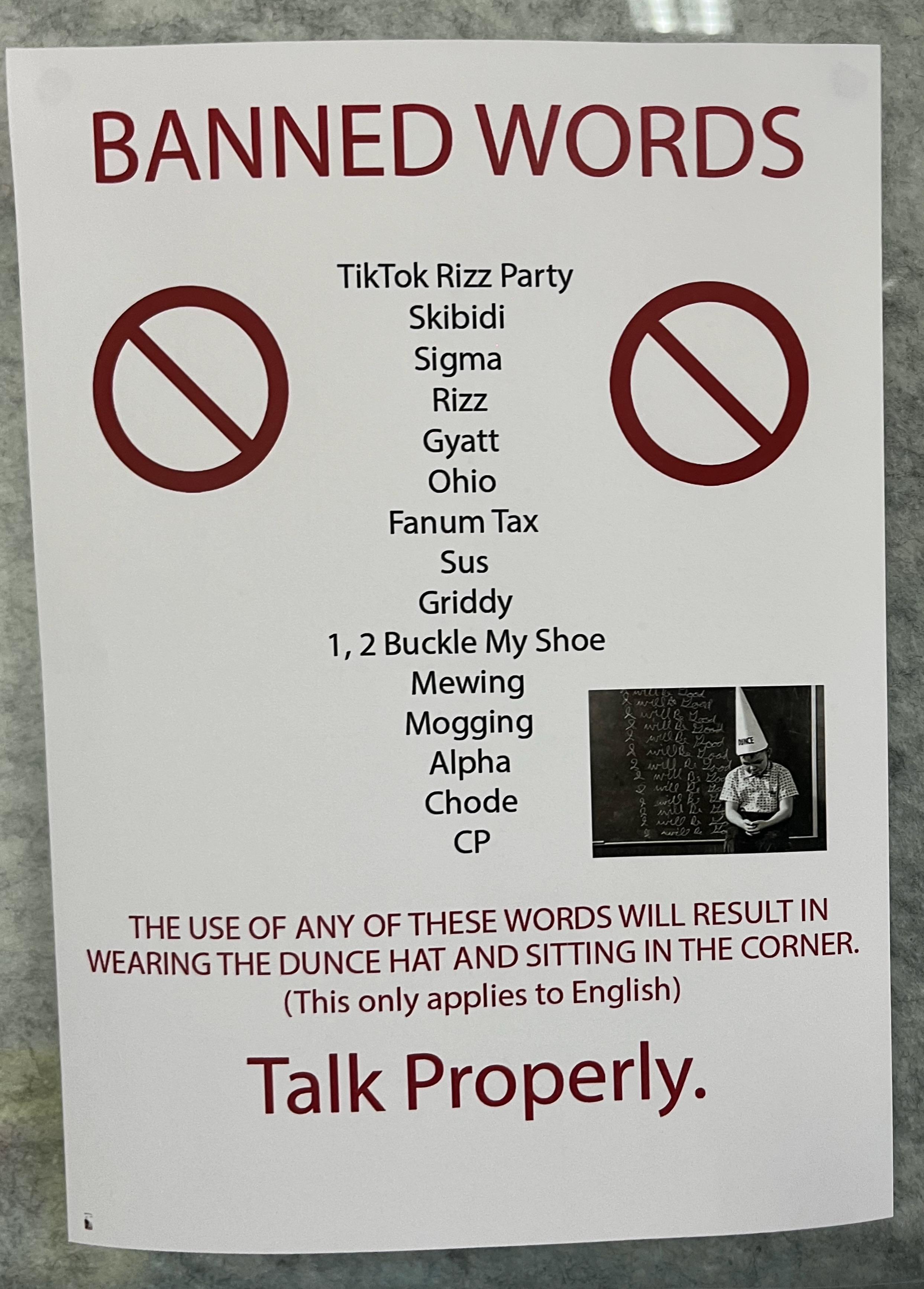
Un cartel escolar que prohíbe una lista de palabras y frases consideradas como podredumbre mental.

En la cultura de Internet, se denomina podredumbre mental o podredumbre cerebral (en inglés brain rot) al deterioro intelectual, psicológico o cognitivo causado por el consumo excesivo de contenido en línea de baja calidad, sobre todo en redes sociales. El término también se refiere al uso excesivo de medios digitales, especialmente entretenimiento de formato corto, que puede afectar la salud cognitiva.  El término se originó dentro de las culturas en línea de la generación Alfa (Nacidos entre 2013 y 2024) y la generación Z (Nacidos entre 1997 y 2012), pero desde entonces se ha vuelto común.
El término fue nombrado palabra del año de Oxford en 2024, superando a otras palabras como demure. Su uso moderno está definido por la Oxford University Press como «el supuesto deterioro del estado mental o intelectual de una persona, especialmente visto como resultado del consumo excesivo de material (ahora particularmente contenido en línea) considerado trivial o poco desafiante».

## Origen y uso

Tung Tung Tung Sahur, un imagen brainrot que se convirtió en un meme popular en las redes sociales a inicios de 2025.

Según Oxford University Press el primer uso registrado del término se remonta al libro de memorias Walden de Henry David Thoreau de 1854. Thoreau criticaba lo que consideraba un declive de los estándares intelectuales, en el que las ideas complejas eran menos valoradas, y lo comparaba con la potato rot (la «podredumbre de la patata» de la década de 1840 en Europa).
En el ámbito en línea se empezó a utilizar ya en 2004. En 2007, los usuarios de Twitter utilizaron el término brain rot para describir los programas de citas, los videojuegos y el «pasar el rato en línea». El uso de la frase aumentó en línea en la década de 2010 antes de volverse rápidamente más popular en 2023, cuando se convirtió en un meme de Internet. En 2024, se utiliza con mayor frecuencia en el contexto de los hábitos digitales de la generación Alfa, por los críticos que expresan que la generación está «excesivamente inmersa en la cultura en línea». Se asocia comúnmente con el vocabulario de un individuo que consiste exclusivamente en referencias de Internet. De 2023 a 2024, el término aumentó un 230% en frecuencia por millón de palabras.
El término a menudo se vincula con jergas y tendencias populares entre la generación Alfa, como skibidi (una referencia a la serie de cortos de YouTube Skibidi Toilet), rizz (abreviatura de carisma), Only in Ohio (haciendo referencia un meme de origen estadounidense sobre el estado de Ohio), Grimace Shake (refiriéndose a una tendencia en la que influencers fingían que una bebida de McDonald's los mataba), gyatt (refiriéndose a las nalgas) y sigma (refiriéndose a un líder o macho alfa). Algunos contenidos en línea suelen ser etiquetados como «podredumbre mental», como la serie web Skibidi Toilet. 
En 2024, la senadora australiana milenial Fatima Payman fue noticia por pronunciar un breve discurso ante el parlamento australiano utilizando la jerga de la generación Alfa. Presentó su discurso como dirigido a «un sector a menudo olvidado de nuestra sociedad», refiriéndose a las generaciones Z y Alfa, y dijo que «expresaría el resto de mi declaración utilizando un lenguaje con el que están familiarizados». Utilizando términos de jerga, Payman criticó los planes del gobierno de prohibir a los menores de 16 años el uso de las redes sociales y concluyó diciendo que «aunque algunos de ustedes todavía no pueden votar, espero que, cuando lo hagan, sea en una Australia más goated y con un gobierno con más aura. ¡Skibidi!». El discurso, escrito por un miembro del personal de 21 años, fue etiquetado por algunos como un ejemplo de podredumbre mental fuera del mundo en línea.